# Nadeeka Lakmali
Nadeeka Lakmali (ur. 19 września 1981) – cejlońska lekkoatletka specjalizująca się w rzucie oszczepem.
W 2008 uczestniczyła w igrzyskach olimpijskich na stadionie narodowym w Pekinie - z wynikiem 54,28 nie awansowała do finału. Srebrna i brązowa medalistka mistrzostw Azji (2007 i 2013). Dwunasta zawodniczka mistrzostw świata w Moskwie (2013). Wielokrotna mistrzyni kraju w rzucie oszczepem. Rekord życiowy: 60,64 (17 lipca 2013, Kolombo). Jest to aktualny rekord Sri Lanki.